# نجم تونغولي
نجم تونغولي (الاسم العلمي:Aster tongolensis) هو نوع من النباتات يتبع جنس النجم من الفصيلة النجمية.